# Sentai Daishikkaku
Sentai Daishikkaku (戦隊大失格?) conocido en inglés como Go! Go! Loser Ranger!, es una serie de manga escrita e ilustrada por Negi Haruba. Se publica en la revista Shūkan Shōnen Magazine de Kōdansha desde el 3 de febrero de 2021, y sus capítulos se han recopilado en diecinueve volúmenes tankōbon hasta el momento. Una adaptación de la serie al anime de Yostar Pictures se estrenó el 7 de abril de 2024.

## Argumento
Hace trece años, de repente, el Ejército Villano del mal apareció en su gigantesco castillo flotante a 10000 metros en el cielo para invadir la Tierra. El ejército de villanos tiene capacidades revitalizadoras que los hacen inmortales, lo que los convierte en una seria amenaza para la humanidad. Para proteger al mundo contra estos invasores, el Equipo de Superhéroes, los Dragon Keepers, ejercen sus poderes milagrosos y utilizan sus armas para luchar continuamente por la seguridad. Pero, ¿realmente son los Dragon Keepers los héroes y protagonistas de esta historia...? ¿realmente, son ellos los buenos, y los invasores los malos...?

## Personajes

### Principales
Footsoldier D (戦闘員D Sentōin D?)
Seiyū: Yūsuke Kobayashi, Óscar de la Rosa (español latino)
Un soldado de infantería rebelde del ejército de villanos en la fortaleza celestial que llegó hace 13 años, es un Duster con habilidades transformadoras y de regeneración junto con sus compañeros soldados de infantería que prometieron derrotar a los Dragon Keepers infiltrándose en su organización y sus filas. Adopta dos disfraces durante la mayor parte de la serie; uno es la apariencia de un adolescente promedio de cabello negro, y el otro es Hibiki para poder usar su identidad e infiltrarse en sus filas más fácilmente.
Yumeko Suzukiri (錫切 夢子 Suzukiri Yumeko?)
 Seiyū: Yumika Yano, Sofía Huerta (español latino)
Una Ranger junior de primera clase del Batallón Amarillo, que guarda un misterioso rencor contra los Dragon Keepers. Ella y D hicieron una alianza para recolectar sus Divine Rools y planean matarlos, aunque sus antecedentes y motivos siguen siendo desconocidos.
Hibiki Sakurama (桜間 日々輝 Sakurama Hibiki?)
 Seiyū: Daishi Kajita, Héctor Jiménez C. (español latino)
Un inspirador cadete Ranger independiente que es consciente de la corrupción de los Keepers pero desea arreglar su sistema devolviéndoles su sentido original de justicia. Luego de un ataque para cubrir a D, intercambia lugares con él después de quedar desfigurado, mientras que D continúa usando su identidad durante la mayor parte de la serie. Su paradero actual sigue siendo desconocido.

### Rangers

#### Dragon Keepers
Sosei Akabane (赤刎 創星 Akabane Sōsei?)  / Red Keeper (レッドキーパー Reddo Kīpā?)
 Seiyū: Yūichi Nakamura (actor nacido en 1980), Alex Cerón (español latino)
El líder de los Dragon Keepers y comandante del Batallón Rojo que parece ser amigable e inspirador por fuera, pero en realidad es cruel y no se reprime ante los demás cuando es necesario hacer algo.
Shōgo Aoshima (靑嶋 庄吾 Aoshima Shōgo?)  / Blue Keeper (ブルー キーパー Burū Kīpā?)
 Seiyū: Gō Inoue, Cuauhtémoc Miranda (español latino)
El Blue Keeper y comandante del Batallón Azul. Originalmente formó parte de una pandilla para recaudar dinero para un orfanato, pero se unió a los Rangers después de que Akabane lo chantajeara entre la cárcel. Fue asesinado por el ataque furtivo de Peltrola en una batalla con D.
Sesera Sakurama (桜間 世輝 Sakurama Sesera?)  / Pink Keeper (ピンクキーパー Pinku Kīpā?)
 Seiyū: Mao Ichimichi, Ximena Fragoso (español latino)
La Pink Keeper y comandante del Batallón Rosa, que también es la hermana mayor de Hibiki, con quien tiene una obsesión. Cuando no se transforma, se revela que está lisiada después de quedar atrapada en la batalla de Peltrola y tiene que depender de una silla de ruedas.
Chidori (千鳥?)  / Green Keeper (ピンクキーパー Gurīn Kīpā?)
 Seiyū: Kōsuke Toriumi, Nacho Rodríguez (español latino)
El Green Keeper y comandante del Batallón Verde.
Shinya Kiritani (黄理谷 真夜 Kiritani Shinya?)  / Yellow Keeper (イエロー キーパー Ierō Kīpā?)
 Seiyū: Kenshō Ono, Fernando Moctezuma (español latino)
El Yellow Keeper y comandante del Batallón Amarillo.

#### Batallón Rojo
Shun Tokita (朱鷺田 隼 Tokita Shun?)
 Seiyū: Hiroyuki Yoshino, Juan Carlos Revelo (español latino)
Kai Shion (獅音 海 Shion Kai?)
 Seiyū: Yūki Ono, Luis Ángel Beltrán (español latino)

#### Batallón Azul
Komachi Aizome (藍染 小町 Aizome Komachi?)
 Seiyū: Rika Nagae, Edith González (español latino)
Eigen Urabe (浦部 永玄 Urabe Eigen?)
 Seiyū: Sei'ichirō Yamashita, Dalí González (español latino)

#### Batallón Verde
Kanon Hisui (翡翠 かのん Hisui Kanon?)
 Seiyū: Azumi Waki, Marysol Cervantes (español latino)
Angel Usukubo (薄久保天使?)
 Seiyū: Shiori Mikami, Miriam Aceves (español latino)

#### Batallón Amarillo
Angelica Yukino (雪野 アンジェリカ Yukino Anjerika?)
 Seiyū: Akari Kitō, Stephanie Gándara (español latino)

#### Batallón Rosa
Masurao Nadeshiko (撫子 益荒男 Nadeshiko Masurao?)
 Seiyū: Fumihiko Tachiki, Óscar Rangel (español latino)

#### Rangers incoloros
Sōjirō Ishikawa (石川 宗次郎 Ishikawa Sōjirō?)
 Seiyū: Daiki Hamano, Olin Garcés (español latino)
Renren Akebayashi (明林 恋蓮 Akebayashi Renren?)
 Seiyū: Tomoyo Kurosawa, Amanda Hinojosa (español latino)
Yamato Kurusu (来栖大和 Kurusu Yamato?)
 Seiyū: Ryōta Ōsaka, Jeremy Herrera (español latino)
Tsukasa Shippō (七宝司 Shippō Tsukasa?)
 Seiyū: Masanori Shimizu, Alfredo Tovar (español latino)
Ranmaru Koguma (小熊蘭丸 Koguma Ranmaru?)
 Seiyū: Yukihiro Nozuyama, Chan Turati (español latino)

### Ejército villano

#### Ejecutivos
Peltrola (ペルトロラ Perutorora?)
 Seiyū: Hōchū Ōtsuka, Juan José Duarte (español latino)
Un Ejecutivo superviviente del Ejército Villano que reside en la Guarnición Azul.
Magatia (マガティア?)
Un Ejecutivo superviviente del Ejército Villano que reside en una escuela atrapándola en un bucle.

#### Dusters
Footsoldier XX (戦闘員XX Sentōin Ekusuzu?)
 Seiyū: Hina Yomiya, Mónica Moreno (español latino)
Una soldado de infantería extraviada que abandonó la fortaleza y reside en la habitación de Hibiki y se hace amiga de D.

## Contenido de la obra

### Manga
Sentai Daishikkaku está escrito e ilustrado por Negi Haruba. La serie de manga comenzó su serialización en la revista Shūkan Shōnen Magazine de Kōdansha en febrero de 2021, concretamente, en la décima edición del año. Kōdansha recopila sus capítulos en volúmenes tankōbon individuales. El primer volumen se publicó el 16 de abril de 2021, y hasta el momento se han lanzado diecinueve volúmenes.

#### Lista de volúmenes
| N.º | Fecha de lanzamiento     | ISBN original          |
| --- | ------------------------ | ---------------------- |
| 1   | 16 de abril de 2021      | ISBN 978-4-06-522984-2 |
| 2   | 17 de junio de 2021      | ISBN 978-4-06-523575-1 |
| 3   | 17 de septiembre de 2021 | ISBN 978-4-06-524852-2 |
| 4   | 17 de febrero de 2022    | ISBN 978-4-06-525997-9 |
| 5   | 15 de abril de 2022      | ISBN 978-4-06-527529-0 |
| 6   | 15 de julio de 2022      | ISBN 978-4-06-528429-2 |
| 7   | 17 de octubre de 2022    | ISBN 978-4-06-529432-1 |
| 8   | 16 de diciembre de 2022  | ISBN 978-4-06-529941-8 |
| 9   | 16 de marzo de 2023      | ISBN 978-4-06-530920-9 |
| 10  | 15 de junio de 2023      | ISBN 978-4-06-531890-4 |
| 11  | 14 de septiembre de 2023 | ISBN 978-4-06-532887-3 |
| 12  | 16 de noviembre de 2023  | ISBN 978-4-06-533515-4 |
| 13  | 16 de febrero de 2024    | ISBN 978-4-06-534553-5 |
| 14  | 16 de mayo de 2024       | ISBN 978-4-06-535511-4 |
| 15  | 17 de julio de 2024      | ISBN 978-4-06-536156-6 |
| 16  | 17 de octubre de 2024    | ISBN 978-4-06-537051-3 |
| 17  | 17 de enero de 2025      | ISBN 978-4-06-538056-7 |
| 18  | 16 de abril de 2025      | ISBN 978-4-06-539044-3 |
| 19  | 12 de agosto de 2025     | ISBN 978-4-06-540002-9 |

### Anime
El 5 de diciembre de 2022, se anunció una adaptación de la serie al anime. La serie está producida por Yostar Pictures y dirigida por Keiichi Satō, con guiones escritos por Keiichirō Ōchi, diseños de personajes a cargo de Kahoko Koseki, supervisión de animación de Kenji Hayama y música compuesta por Yoshihiro Ike. Se estrenó el 7 de abril de 2024 en TBS y sus afiliados. El tema de apertura es «Jikai Yokoku» (次回予告?), interpretado por Tatsuya Kitani, mientras que el tema de cierre es «Seikai wa Iranai» (正解はいらない?), interpretado por Akari Kitō. El anime se transmitirá en todo el mundo en Disney+ (vía Star), en Latinoamérica en Star+ y en Estados Unidos en Hulu.
Después de la emisión del episodio final de la primera temporada, se anunció una segunda temporada. El elenco y el personal regresan en sus respectivos papeles.Se estrenó el 13 de abril de 2025.
El 23 de julio de 2024, la serie tuvo un doblaje en español latino, el cual fue estrenado por Disney+.

## Recepción
En junio de 2021, Sentai Daishikkaku fue nominado al séptimo premio Tsugi ni Kuru Manga Taishō en la categoría de mejor manga impreso.